# 宋之繩
宋之繩（1612年—1669年），字其武，号柴雪，晚号熟稼。直隸溧陽縣（今江蘇省溧陽市）人。明末清初政治人物。

## 生平
生于万历四十年（1612年）十一月初三日，崇祯十二年（1639年）己卯科順天鄉試舉人，十六年（1643年）癸未科进士，殿试一甲第二名榜眼。授翰林院編修。
崇禎十七年（1644年）三月，李自成破京師。宋之绳被捕，隨即南逃。弘光朝時，有人弹劾其“从贼漏网”。朝廷正欲追究，南京已陷。宋之绳先避居深山，後出仕清朝。顺治十一年（1654年）补翰林国史院编修。顺治十八年（1661年）转江西布政使司参议、分巡南昌兵备道。卒于康熙八年（1669年）十二月十一日。

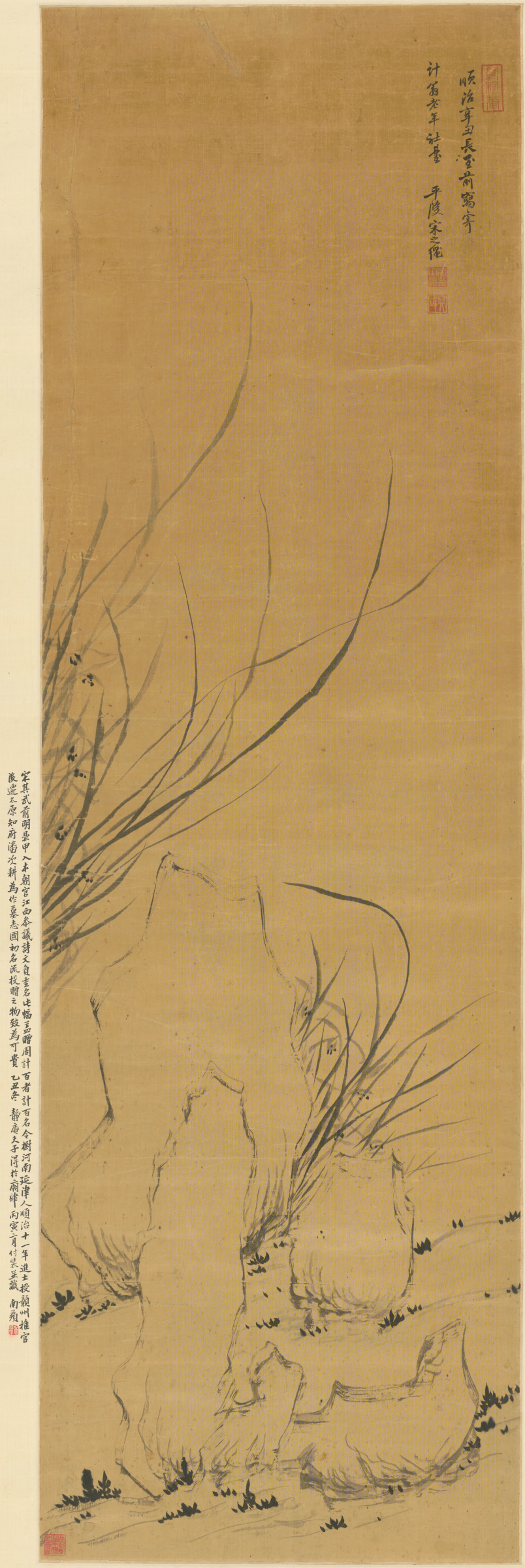
宋之绳绘《兰石图》（北京故宫博物院藏）

## 著作
工書法，“天下贵重公书，比于董文敏。”著有《载石堂诗稿》。

## 家族
曾祖宋檄，崇祀鄉賢。祖父宋臣熙，任知縣，赠户部山東司郎中。父宋劭，原名宋軑，曾任山東按察司监军佥事。